# Jan Ghyselinck
Jan Ghyselinck  (Tielt, 24 de febrero de 1988) es un ciclista belga que fue profesional entre 2010 y 2016.

## Trayectoria
Con sus resultados y después de dos temporadas en aficionados con el equipo Beveren with 2000, se unió al equipo Team Columbia-HTC a partir de 2010. Tras la desaparición de este equipo fichó por el Cofidis, le Crédit en Ligne. En 2014 fichó por el equipo Profesional Continental de su país el Wanty-Groupe Gobert. Dos años después puso punto final a su carrera, siendo el Verandas Willems su último equipo.

## Palmarés
2009
- Tour de Flandes sub-23
- Flecha Flamenca

2014
- Polynormande

## Resultados en Grandes Vueltas
| Carrera | Carrera         | 2010 | 2011 | 2012  | 2013 | 2014 | 2015 | 2016 |
| ------- | --------------- | ---- | ---- | ----- | ---- | ---- | ---- | ---- |
|         | Giro de Italia  | —    | —    | —     | —    | —    | —    | —    |
|         | Tour de Francia | —    | —    | 152.º | —    | —    | —    | —    |
|         | Vuelta a España | —    | —    | —     | —    | —    | —    | —    |

—: no participa

Ab.: abandono